# Воротнев
Воротнев (укр. Воротнів) — село в Подгайцевской сельской общине Луцкого района Волынской области Украины.
Код КОАТУУ — 0722883602. Население по переписи 2001 года составляет 822 человека. Почтовый индекс — 45639. Телефонный код — 332. Занимает площадь 23,97 км².